# Myrna Loy

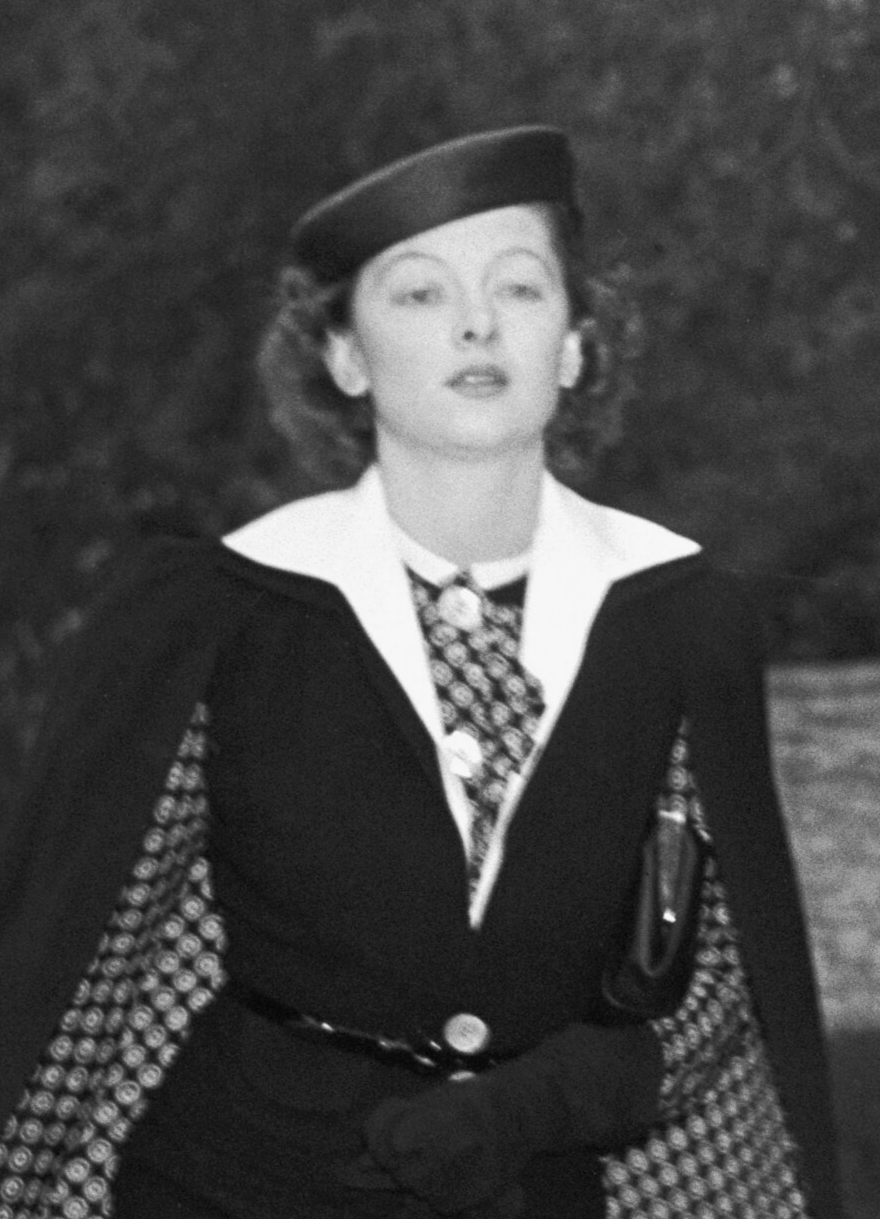
Myrna Loy bei der Beerdigung von Jean Harlow (1937)

Myrna Loy (* 2. August 1905 in Helena, Montana, als Myrna Adele Williams; † 14. Dezember 1993 in New York City) war eine US-amerikanische Schauspielerin. Mit William Powell bildete sie in 14 Filmen ein populäres Leinwandpaar, unter anderem in der Filmreihe Der dünne Mann. 1991 wurde sie für ihr Lebenswerk mit einem Ehrenoscar ausgezeichnet.

## Leben

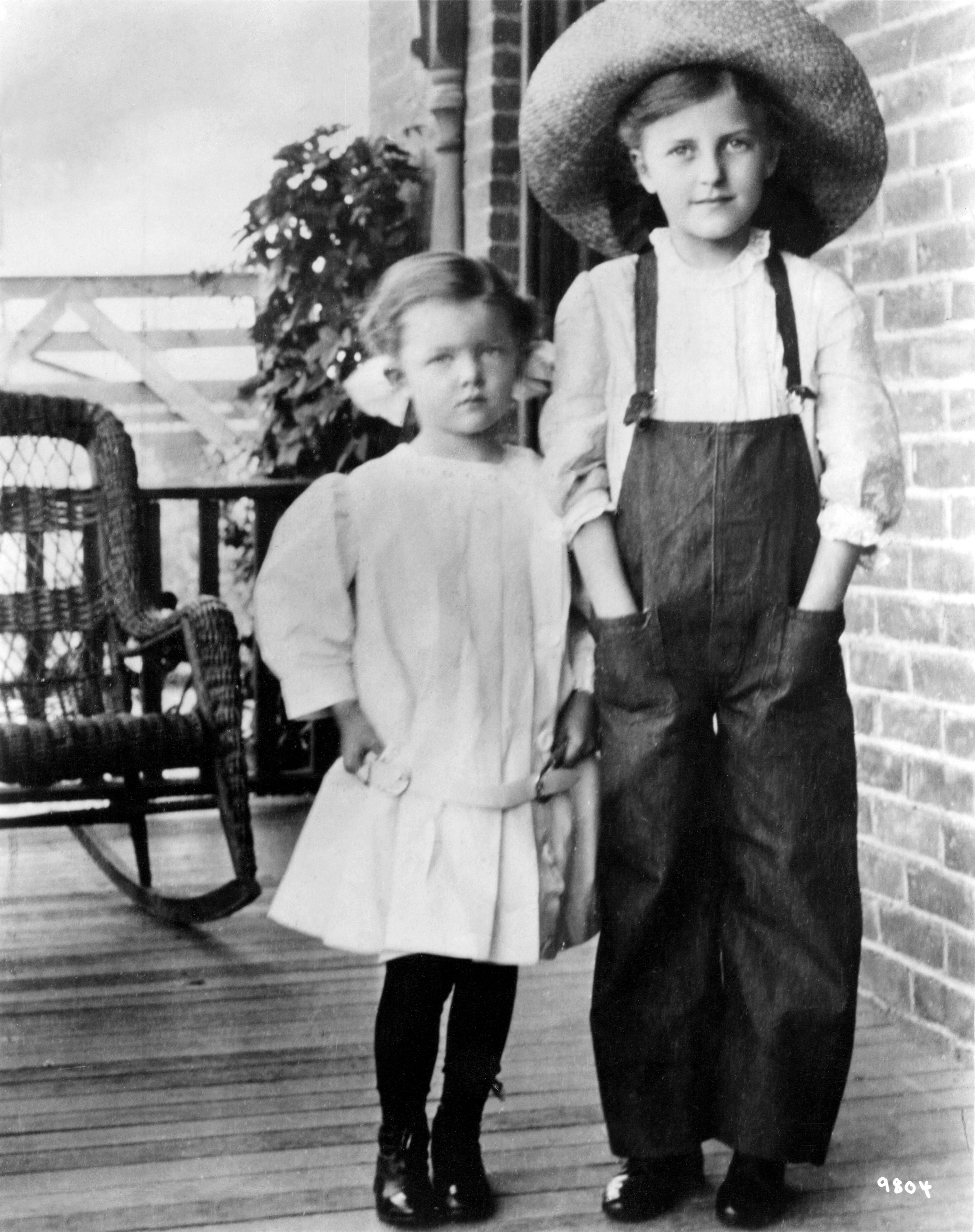
Loy (links) mit ihrer Cousine in Helena, Montana (1911)

Myrna Adele Williams war die Tochter eines Politikers, der an der Spanischen Grippe starb, als sie 13 Jahre alt war. Danach zog die Familie nach Los Angeles, wo sie die Westlake School for Girls besuchte und ihre Faszination für die Schauspielerei entdeckte. Mit 15 Jahren trat sie in lokalen Theatern auf, wo sie dann auch für den Film entdeckt wurde.
Sie debütierte 1925 als Filmschauspielerin und spielte etwa in dem Stummfilm What Price Beauty die Rolle einer Femme fatale. Zwar wurde ihre Darstellung in What Price Beauty allgemein gelobt, doch sollte ihre Karriere in den folgenden Jahren darunter leiden, dass sie hauptsächlich als exotische Verführerin, Sirene, Vamp oder alles gleichzeitig eingesetzt wurde. So spielte sie regelmäßig asiatische Frauen. Ein Freund soll sie auf den Künstlernachnamen Loy gebracht haben, um ihre Besetzung in solchen Rollen statt dem sehr amerikanisch klingenden Williams wenigstens etwas authentisch zu gestalten. Ihr gelang der Sprung in den Tonfilm Ende der 1920er-Jahre ohne Probleme. 1929 spielte sie The Desert Song die Rolle der Azuri. 1932 gab ihr Produzent David O. Selznick in den Komödien The Animal Kingdom (neben Ann Harding und Leslie Howard) und Topaze (mit John und Lionel Barrymore) gehaltvollere Nebenrollen, danach bekam die Schauspielerin allmählich bessere Angebote. 

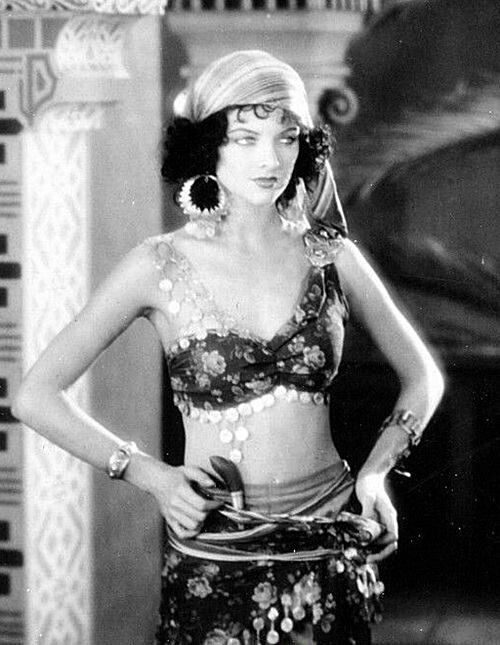
Myrna Loy in ihrer Rolle als Azuri in The Desert Song, 1929.

Ebenfalls 1932 wechselte sie zu MGM, wo sie 1933 eine Hauptrolle in Liebeslied der Wüste neben Ramón Novarro hatte. In dem Film war Loy in einer sehr diskreten Nacktszene zu sehen. Später im Jahr spielte sie in When Ladies Meet an der Seite von Ann Harding und Robert Montgomery. Durch die Mitwirkung in Nachtflug, der eine Starbesetzung mit Helen Hayes, Clark Gable und den Barrymore-Brüdern aufbot, gewann sie zusätzlich neue Fans. In Manhattan Melodrama, der im Frühjahr 1934 in den Verleih kam, war sie das erste Mal neben William Powell und Clark Gable zu sehen, mit denen sie später jeweils noch weitere Filme drehte. Berühmt wurde der Film, weil der Gangster John Dillinger, dessen Lieblingsschauspielerin Myrna Loy angeblich war, beim Besuch einer Vorstellung dieses Films vom FBI erschossen wurde. Später im Jahr hatte Loy mit Der dünne Mann, der Verfilmung des gleichnamigen Kriminalromans von Dashiell Hammett, ihren Durchbruch. Das Zusammenspiel von Powell und Loy machte aus der günstig produzierten Verfilmung einen Kassenschlager und machte aus Powell und Loy ein populäres Leinwandpaar. Sie spielten im selben Jahr noch in Evelyn Prentiss zusammen, es war ihr einziger gemeinsamer Auftritt in einem dramatischen Film.
Im Jahr darauf trat Loy in dem Film Wings In The Dark das erste Mal neben Cary Grant auf. Kurz nach der Fertigstellung heiratete sie den Produzenten Arthur Hornblow jr. und trat in einen Streik, bis MGM ihren Gehaltsvorstellungen mit einem neuen Vertrag entgegenkam. Vom Studio als „perfekte Ehefrau“ bezeichnet, spielte Myrna Loy ab dann sehr erfolgreich in Komödien. Ihre besten Rollen hatte sie an der Seite von Jean Harlow in Seine Sekretärin aus dem Jahr 1935 und Lustige Sünder von 1936. Ausflüge in dramatische Rollen lehnten die Fans meist ab. Ihr größter Flop wurde daher auch die Mitwirkung in Parnell von 1937, der fiktionalen Schilderung der Beziehung zwischen Katharine O’Shea, gespielt von Loy, und dem irischen Nationalistenführer Charles Stewart Parnell, der von Clark Gable verkörpert wurde. Gegen Ende des Jahrzehnts bekam die Schauspielerin zunehmend Rollen angeboten, die andere Stars abgelehnt hatten, und so begann ihr Ruhm zu verblassen.
Ab 1942 war Myrna Loy für das Rote Kreuz tätig. Nach dem Krieg hatte sie einige ihrer besten Rollen und das Kriegsheimkehrerdrama Die besten Jahre unseres Lebens unter Regie von William Wyler wurde zu einem ihrer bekanntesten Auftritte. Neben Cary Grant spielte sie 1947 in der Liebeskomödie So einfach ist die Liebe nicht, in der auch Shirley Temple mitwirkte, und im nachfolgenden Jahr in Nur meiner Frau zuliebe, wo Loy und Grant ein New Yorker Ehepaar spielten, das gemeinsam unter chaotischen Umständen ein Haus renoviert. In dieser Zeit drehte sie auch ihre letzten von insgesamt 14 Filmen mit William Powell, so endete die Dünner-Mann-Filmreihe im Jahr 1947. Im Jahr 1950 agierte sie in der Rolle einer Mutter von zwölf Kindern in der an den Kinokassen sehr erfolgreichen Familienkomödie Im Dutzend billiger an der Seite von Clifton Webb, auch an der zwei Jahre später entstandenen Fortsetzung Im Dutzend heiratsfähig wirkte Loy mit.
Im Verlauf der 1950er-Jahre rückten jüngere Hollywood-Stars nach und das Studiosystem geriet in eine Krise; Loy drehte weniger Filme und widmete sich verstärkt ihrem gesellschaftlichen Engagement. Ab Mitte der 1950er-Jahre war sie im Wesentlichen nur noch in Nebenrollen im Kino zu sehen, dabei spielte sie unter anderem neben Montgomery Clift im Drama Das Leben ist Lüge oder an der Seite von Doris Day und Rex Harrison im Thriller Mitternachtsspitzen. Sie trat auch im Fernsehen auf, so verkörperte sie 1959 in einer Fernsehadaption des Musicals Meet Me in St. Louis die Mrs. Smith, später war sie Gaststar in Serien wie Die Leute von der Shiloh Ranch, Der Chef und Columbo. 1973 debütierte sie mit Mitte Sechzig am Broadway in Clare Boothe Luce’ Komödie The Women. Ihr letzter Kinofilm war 1980 Sag mir, was Du willst unter Regie von Sidney Lumet, zwei Jahre später stand sie zuletzt für die Serie Geliebter Tony vor der Kamera. Ihr filmisches Schaffen umfasst mehr als 140 Film- und Fernsehproduktionen zwischen 1925 und 1982.
1983 erhielt sie den Career Achievement Award der Los Angeles Film Critics Association als Lebenswerkpreis. 1987 erschien ihre Autobiographie Myrna Loy: Being and Becoming. Myrna Loy, die nie für einen Oscar im Wettbewerb nominiert wurde, erhielt auf der Oscarverleihung 1991 den Ehrenoscar für ihr Lebenswerk. 

### Privates und Weiteres
Die Schauspielerin unterbrach ihre Arbeit im Filmgeschäft während des Zweiten Weltkrieges für eine Tätigkeit beim Roten Kreuz. In späteren Jahren engagierte sich Loy regelmäßig für humanitäre Zwecke; so war sie der erste Hollywood-Star, der sich bei den Vereinten Nationen und der UNESCO an Projekten betätigte. Sie war zeitlebens politisch aktiv, wobei sie im Gegensatz zu vielen Kolleginnen die Demokraten unterstützte. 1947 war sie Mitgründerin des Committee for the First Amendment, das in der McCarthy-Ära der liberale Gegenspieler zum Komitee für unamerikanische Umtriebe war.
Myrna Loy war viermal verheiratet; von 1936 bis 1942 mit Arthur Hornblow jr., von 1942 bis 1944 mit John Hertz, von 1946 bis 1950 mit Gene Markey und von 1957 bis 1960 mit Howard Sergeant. In ihren letzten Jahren lebte die Schauspielerin sehr zurückgezogen. 
Seit einem gemeinsamen Auftritt in dem Stummfilm Pretty Ladies im Jahr 1925 war die Schauspielerin eng mit Joan Crawford befreundet. Sie verteidigte deren Ansehen stets vehement gegen die Anschuldigungen ihrer Adoptivtochter Christina Crawford.

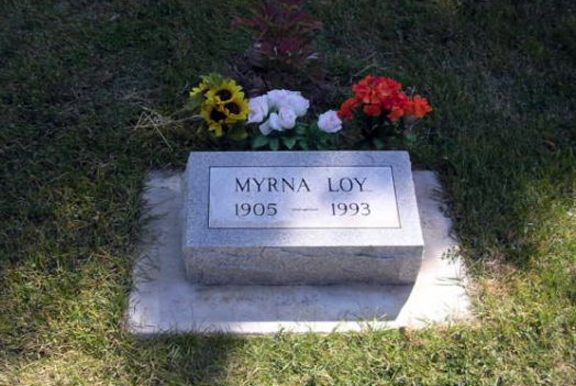
Grab von Myrna Loy in Helena

Im Alter von 88 Jahren starb Myrna Loy in New York während einer Operation. Ihre sterblichen Überreste wurden eingeäschert und auf dem Forestvale Cemetery in Helena beigesetzt.

## Popkulturelle Nachwirkung
Die Ende der 1980er-Jahre gegründete deutsche Band Myrna Loy hat sich nach der Schauspielerin benannt.
2017 veröffentlichte der US-amerikanische Sänger und Songwriter Josh Ritter auf seinem Album Gathering einen Song namens Myrna Loy.

## Filmografie (Auswahl)
- 1925: Der Wanderer (The Wanderer)
- 1925: Die Revue schöner Frauen (Pretty Ladies)
- 1925: Ben Hur (Ben-Hur A Tale of the Christ)
- 1925: Sir Mortons Leidenschaft (Sporting Life)
- 1925: What Price Beauty?
- 1926: So ist Paris (So This Is Paris)
- 1926: Der Deserteur (Across the Pacific)
- 1927: Das Galeerenschiff (When a Man Loves)
- 1927: Der Jazzsänger (The Jazz Singer)
- 1927: Razzia (The Girl from Chicago)
- 1928: Blaue Jungs – blonde Mädchen (A Girl in Every Port)
- 1928: Beware of Married Men
- 1928: The Midnight Taxi
- 1928: Die Arche Noah (Noah’s Ark)
- 1929: Die schwarze Garde (The Black Watch)
- 1929: The Desert Song
- 1930: Under a Texas Moon
- 1930: Die Abtrünnigen (Renegades)
- 1931: Body and Soul
- 1931: Ein Radiotraum (A Conncecticut Yankee)
- 1931: Thirteen Women
- 1931: Arrowsmith
- 1931: Transatlantic
- 1931: Emma, die Perle (Emma)
- 1932: The Animal Kingdom
- 1932: Die Maske des Fu-Manchu (The Mask of Fu Manchu)
- 1932: Schönste, liebe mich (Love Me Tonight)
- 1933: Nachtflug (Night Flight)
- 1933: Liebeslied der Wüste (The Barbarian)
- 1933: When Ladies Meet
- 1933: Der Boxer und die Lady (The Prizefighter and the Lady)
- 1934: Dr. Fergusons schwierigster Fall (Men in White)
- 1934: Mord in Manhattan (Manhattan Melodrama)
- 1934: Der dünne Mann (The Thin Man)
- 1934: Jagd durch Istanbul (Stamboul Quest)
- 1934: Ich kämpfe für dich (Evelyn Prentice)
- 1934: Broadway Bill
- 1935: Licht im Dunkeln / Alternativtitel: Alle Funker: S.O.S. (Wings in the Dark)
- 1935: Blutige Perlen (Whipsaw)
- 1936: Seine Sekretärin (Wife vs. Secretary)
- 1936: Petticoat Fever
- 1936: Der große Ziegfeld (The Great Ziegfeld)
- 1936: To Mary – with Love
- 1936: Lustige Sünder (Libeled Lady)
- 1936: Dünner Mann, 2. Fall (After the Thin Man)
- 1937: Parnell
- 1937: Irren ist menschlich (Double Wedding)
- 1938: Mannes-Test (Man-Proof)
- 1938: Der Testpilot (Test Pilot)
- 1938: Zu heiß zum Anfassen (Too Hot to Handle)
- 1939: Lucky Night
- 1939: Dünner Mann, 3. Fall (Another Thin Man)
- 1939: Nacht über Indien (The Rains Came)
- 1940: Liebling, du hast dich verändert (I Love You Again)
- 1940: Dritter Finger, linke Hand (Third Finger, Left Hand)
- 1941: Love Crazy
- 1941: Der Schatten des dünnen Mannes (Shadow of the Thin Man)
- 1944: Der dünne Mann kehrt heim (The Thin Man Goes Home)
- 1946: So Goes My Love
- 1946: Die besten Jahre unseres Lebens (The Best Years of Our Lives)
- 1947: So einfach ist die Liebe nicht (The Bachelor and the Bobby-Soxer)
- 1947: Das Lied vom dünnen Mann (Song of the Thin Man)
- 1947: Der Senator war indiskret (The Senator Was Indiscreet)
- 1948: Nur meiner Frau zuliebe (Mr. Blandings Builds His Dream House)
- 1949: Gabilan, mein bester Freund (The Red Pony)
- 1949: Frauen im gefährlichen Alter (That Dangerous Age)
- 1950: Im Dutzend billiger (Cheaper by the Dozen)
- 1952: Im Dutzend heiratsfähig (Belles on Their Toes)
- 1956: Die große und die kleine Welt (The Ambassador’s Daughter)
- 1958: Das Leben ist Lüge (Lonelyhearts)
- 1959: Meet Me in St. Louis (Fernsehfilm)
- 1960: Von der Terrasse (From the Terrace)
- 1960: Mitternachtsspitzen (Midnight Lace)
- 1967: Lieber Onkel Bill (Family Affair, Fernsehserie, 1 Folge)
- 1967: Die Leute von der Shiloh Ranch (The Virginian, Fernsehserie, 1 Folge)
- 1969: Ein Frosch in Manhattan (The April Fools)
- 1972: Columbo: Etüde in Schwarz (Étude in Black, Fernsehreihe)
- 1973: Der Chef (Ironside, Fernsehserie, 1 Folge)
- 1974: Indict and Convict (Fernsehfilm)
- 1974: Fahrstuhl des Schreckens (The Elevator, Fernsehfilm)
- 1974: Giganten am Himmel (Airport 1975)
- 1977: Ameisen. Die Rache der schwarzen Königin (Ants)
- 1978: Nobody is perfect (The End)
- 1980: Sag mir, was Du willst (Just Tell Me What You Want)
- 1981: Sonnenwende (Summer Solstice, Fernsehfilm)
- 1982: Geliebter Tony (Love, Sidney, Fernsehserie, 1 Folge)

## Auszeichnungen
Oscar
- 1991: Ehrenoscar

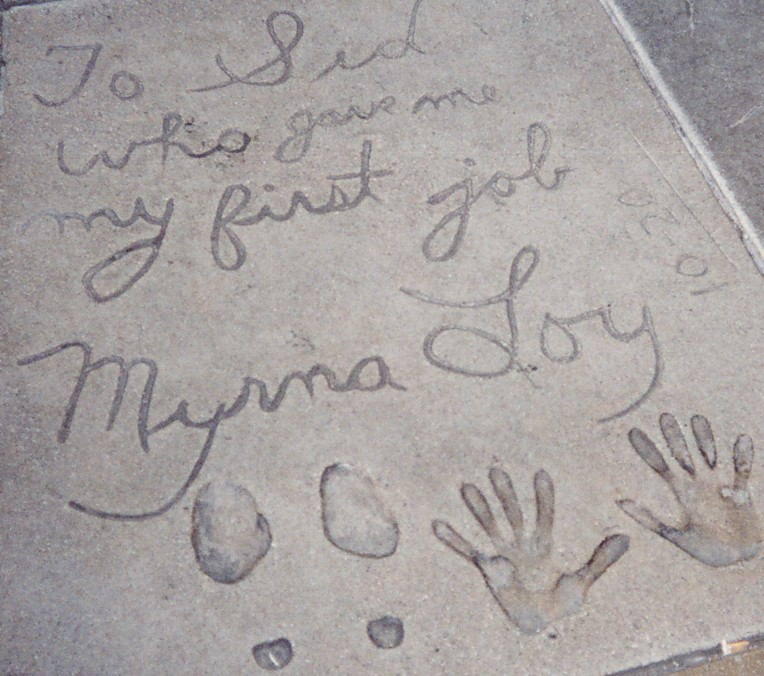
Loys Hand- und Schuhabdrücke vor Grauman’s Chinese Theatre mit Dank an Sid Grauman

Los Angeles Film Critics Association Awards
- 1983: Preis für ihr Lebenswerk

National Board of Review
- 1979: Preis für ihr Lebenswerk

Hollywood Walk of Fame
- 1960: Stern auf dem Hollywood Blvd. (6685)